# 13916 Bernolák
13916 Bernolák eller 1982 QA2 är en asteroid i huvudbältet som upptäcktes den 23 augusti 1982 av den slovakiske astronomen Milan Antal vid Piszkéstető-observatoriet. Den är uppkallad efter författaren Anton Bernolák.
Asteroiden har en diameter på ungefär 3 kilometer.